# Gornji Vinjani
Gornji Vinjani su naselje u sastavu Grada Imotskog, u Splitsko-dalmatinskoj županiji.

## Vjera
Zaštitnik Gornjih Vinjana je sv. Antun Padovanski. U mjestu se nalazi crkva posvećena njemu u čast koja je sagrađena 1892. godine na Golom brigu.

## Stanovništvo
Prema popisu iz 2011. naselje je imalo 1.422 stanovnika.
| broj stanovnika |       |       | 907   | 1026  | 1182  | 1347  |       | 1687  | 1647  | 1662  | 1658  | 1669  | 1467  | 1500  | 1417  | 1422  | 1157  |
|                 | 1857. | 1869. | 1880. | 1890. | 1900. | 1910. | 1921. | 1931. | 1948. | 1953. | 1961. | 1971. | 1981. | 1991. | 2001. | 2011. | 2021. |

## Poznate osobe
- Ante Vican, hrvatski glumac
- Velimir Đerek – Sokol, hrvatski branitelj

## Znamenitosti
- crkva svetog Ante
- arheološko nalazište Pod Gredom, 2500 g. pr. Kr. do 100 g. pr. Kr.
- Arheološko nalazište Borak, 2. st. do 4. st.
- Arheološko nalazište Janjišev dub, 16. st do 18. st.

## Šport
- NK Rašeljka Gornji Vinjani

### Članci
- Dragić, Marko. 2018. Štovanje sv. Antuna Padovanskoga u hrvatskoj crkveno-pučkoj baštini. Ethnologica Dalmatica. Etnografski muzej Split. Split. 25: 37–66

|  | Portal Hrvatske – Pristup člancima s tematikom o Hrvatskoj. |